# Götalandsbanan
Götalandsbanan var en planerad järnväg som Trafikverket utredde längs sträckan Göteborg–Jönköping–Linköping–Stockholm, beräknad längd cirka 440 kilometer. Den planerade järnvägen Ostlänken, delsträckan Linköping–Järna(–Stockholm) var en del av Götalandsbanan. Under Banverkets huvudmannaskap fanns visionen om att hela projektet skulle vara klart 2030. I den nationella planen för transportsystemet 2010–2021 fanns inte medel avsatt för fortsatt planering av Götalandsbanan vilket medförde att Trafikverket avbröt projektet.
Den nya banan var tänkt att byggas för mycket höga hastigheter, upp till 320 km/h med kurvradier på minst 4700 meter (3200 för 250 km/h). Banan skulle, med föreslagen sträckning, få lutningar på upp till 35 promille.
Banan var inte planerad att vara avsedd för godståg, främst eftersom de inte passar in i trafikrytmen men också för att de är för tunga, vilket leder till slitage, samt att så branta lutningar som 35 promille inte passar för tung godstrafik. Vanliga godståg planerades att hänvisas till att använda befintliga banor, till exempel delsträckan Göteborg–Växjö (Kust till kust-banan) eller köra via Herrljunga om Kust till kust-banan på sträckan skulle läggas ner.
Götalandsbanan planerades i deletapper, och banan detaljplanerades på delsträckan (Göteborg–)Almedal–Mölnlycke–Landvetter flygplats–Bollebygd–Borås. Vid färdigställande av etappen till Jönköping hade det varit möjligt för fjärrtåg att börja gå direkt Göteborg–Östergötland. Med Götalandsbanan skulle sträckan Göteborg-Linköping kunna avverkas på 1 timme 30 minuter, medan Göteborg-Stockholm skulle kunna köras på tiden 2 timmar 15 minuter. För att klara restiden 2 timmar 15 minuter mellan Göteborg och Stockholm förutsätts att tågen bara stannar på 2–3 stationer mellan Stockholm och Göteborg. Restiden med X2000 för samma sträcka var 2010 3 timmar 5 minuter. Enligt Banverkets projektledare kommer biljettpriserna att bli högre än för vanliga tåg.

## Historik
Projektet Götalandsbanan har diskuterats sedan år 1987, bl.a. i Sveriges Riksdag. Några av orsakerna till att projektet har försenats flera gånger är svårigheterna att motivera de mycket höga och skenande investeringskostnaderna, att projektet är kraftigt samhällsekonomiskt olönsamt, svårigheter att övertyga berörda kommuner längs sträckan som planeras bli utan centralt stationsläge, att utsläppsminskningarna blir minimala jämfört med andra satsningar och att många andra infrastrukturprojekt visar på bättre samhällsekonomi.

## Göteborg–Borås
6 mil dubbelspårig höghastighetsjärnväg för höghastighetståg och snabba regionaltåg mellan Västra Götalands läns två största städer. Målet är smidigare arbetspendling och ökad tillgänglighet till Landvetter flygplats. Planerad byggstart för sträckan Göteborg-Borås är enligt trafikverket 2025-2027. 
Med en restid på cirka 20–35 minuter (beroende på antalet stopp) efter utbyggnad blir dessa två kommuner mer integrerade arbetsmarknadsmässigt. Många pendlar redan, men det tar en timme med kollektivtrafik, i första hand används buss, och 45 minuter med bil. 
Snabbtågen bedöms ta cirka 15 minuter till flygplatsen både från Göteborg och Borås.
Den gamla Kust till kust-banan väster om Borås planeras även fortsättningsvis vara i drift, främst för godstransporter (man vill inte ha dem Göteborg-Alingsås), men kanske också för lokaltåg till orter längs banan.
För att kunna hålla hög medelhastighet måste snabbtågen få köra långa sträckor utan stopp. Förutom tid, ödslar snabbtågen också mycket elenergi på att accelerera upp till marschhastighet. Det är ett av skälen att hålla nere antalet stationer. Detta för att hålla uppe regionaltågens medelhastighet, eftersom det inte får vara för stor skillnad i medelhastighet mellan olika tåg, det minskar antal möjliga tåg (de kommer i kapp varandra och är vägen för varandra om de går för tätt). Väster om flygplatsen får alla tåg gå i lägre fart, eftersom stoppen blir tätare.

### Delsträckor
Trafikverket (tidigare Banverket) har beslutat om en av tre delar av sträckningen mellan Göteborg-Borås  , nämligen mellan Mölnlycke och Bollebygd. En järnvägsutredning för övriga två delsträckor pågår.

#### Almedal–Mölnlycke
Längd: Cirka 8–11 kilometer ny järnväg mellan Almedal och Mölnlycke. 
Station: Mölndal
Status (2016): Genomföra en lokaliseringsutredning för att komma fram till en korridor där den nya järnvägen ska gå.
För sträckan Almedal - Mölnlycke utreds tre korridorer (R, M Nord, M Syd), varav de två sistnämnda passerar Mölndal.
De här nya alternativen kan anslutas till Mölnlycke station både från väster och öster med en så kallad bibana för regiontågen som ska stanna i Mölnlycke. Alternativen är tänkta att gå i tunnel hela vägen utom i området kring stationen.

#### Mölnlycke–Bollebygd
Längd: Cirka 2,5 mil ny järnväg mellan Mölnlycke och Bollebygd.
Stationer: Mölnlycke, Landvetter södra och Landvetter flygplats.
Status(2016): Ta fram järnvägsplan, systemhandling och miljökonsekvensbeskrivning.
Planerad byggstart: 2020 
Den först byggda delen planeras bli Mölnlycke–Bollebygd, en sträcka som idag är 33 km och tar 25 minuter. Med ny järnväg skulle sträckan bli 27 km, och med höghastighetståg avverkas på 13 minuter. Regionaltågen Göteborg–Borås skulle minska restiden från 65 till 55 minuter, och lättare konkurrera med bil. 
Två tåg i timmen per riktning skulle möjliggöras även om fler sträckor inte byggs. Det är viktigt för att resenärer lättare ska hitta ett tåg som passar deras tidsschema. Landvetter flygplats får då tågförbindelse. 
För sträckan Mölnlycke - Rävlanda/Bollebygd har både förstudie och järnvägsutredning genomförts. Den nya järnvägen kommer att dras enligt järnvägsutredningens alternativ V2-M1-O2. Banan kommer att gå utanför tätorter öster om Mölnlycke. Anledningen till det är att maxfarten är 240 km/h i tätorter och förbi perronger av bullerskäl. Öster om flygplatsen får banan en toppfart på 320 km/h. Järnvägen dras söder om motorvägen och bitvis nära den, men en bit ifrån den vid Rävlanda och flygplatsen.

#### Bollebygd–Borås
Längd: Cirka 2,5 mil ny järnväg mellan Bollebygd och Borås.
Status(2016): Genomföra en lokaliseringsutredning för att komma fram till en korridor där den nya järnvägen ska gå. Just nu tittar man på fyra olika alternativ som kallas : Rosa korridor, Mörkblå korridor, Röd korridor, Mörkgrön korridor. Där Rosa korridor innebär att Tåg som ska stanna i Borås har ett stationsläge i södra delen av Borås tätort, i upphöjt läge eller i markplan. Och tåg som inte ska stanna i Borås går i markplan söder om Borås tätort eller i djup bergtunnel på delar av sträckan. Järnvägen går till stor del söder om Viaredsområdet och flygplatsen. Rosa korridor är det senaste förslaget.

### Stationer som planeras
Det planeras att byggas fyra stationer mellan Göteborg och Borås. : Mölndal, Mölnlycke, Landvetter södra och Landvetter flygplats.

#### Mölndal
Eventuellt kommer banan att passera Mölndal och då hade man kunna tänkt sig att ha en station där. 

#### Bollebygd
Tidigare hade man planerat att bygga en station i Bollebygd. Stationen vid Bollebygd skulle då läggas utanför tätorten och får fyra spår varav snabbspåren bullerskyddas.

#### Landvetter
Härryda kommun har planerat att bygga ett helt nytt samhälle, Landvetter södra, mellan Landvetter flygplats och Mölnlycke för bortåt 25 000 invånare och arbetar för att få till stånd en station i samhället.

## Borås–Linköping
Preliminärt planeras Götalandsbanan ansluta till Södra stambanan vid Gripenberg sydväst om Tranås. I Jönköping ska banan inte gå till den befintliga Jönköping C, utan till en helt ny station söder om Munksjön, som även blir ansluten till Europabanan.
I övrigt kommer Götalandsbanan att undvika tätorter för att kunna ha maxfarter på 300–320 km/h. Sträckan Gripenberg–Mjölby på stambanan måste rätas (vilket innebär ett nybygge), då den är ganska kurvig idag. Vissa kurvor har 600 m radie, vilket ger maxfart 120 km/h. På sträckan Mjölby–Linköping krävs en ny bana för att separera den omfattande lokaltrafikens som ska gå på den gamla banan.
Götalandsbanans del Borås–Linköping saknar detaljplanering och har ännu (2016) inte kommit fram så långt som lokaliseringsutredning. Man har genomfört en förstudie och nu genomförs en  åtgärdsvalsstudie. En lös tidsplan talar om byggstart runt 2025. Göteborg–Borås och Ostlänken (Linköping–Järna) måste byggas först. 

## Linköping–Stockholm
På delsträckan Linköping–Järna planeras ett nybygge på 150 km. Preliminär byggstart före 2020, men det är osäkert eftersom de politiska prioriteringarna varierat.
På delsträckan Järna–Stockholm planerar man använda de nybyggen som redan byggts. Grödingebanan (Järna–Flemingsberg) öppnades 1995.

## Kostnad
Banverket beräknade 2009 den sannolika kostnaden för Götalandsbanan inklusive Ostlänken till 105 miljarder kr. Denna summa var högre än tidigare beräkningar.
Andra dubbelspårsprojekt i Sverige (med högsta hastighet 250 km/h) under perioden 2000–2010 kostar runt 70 milj kr/km för "enkla" sträckor och 100 milj/km för "medelbesvärliga" och 200 milj kr/km för "besvärliga". Det finns extremfall som Hallandsåstunneln på 1 miljard/km.
Eftersom terrängen är ganska besvärlig i stort sett hela sträckan Göteborg–Tranås (och lite enklare norr om Tranås) och den högre marschfarten 300 km/h kräver dyrare bana, räknar Banverket med minst 200 milj/km (2009 års kostnadsnivå). Bland annat behövs en lång tunnel under Landvetter flygplats. Kostnaden för 280 km blir grovt räknat 50 miljarder. Den mindre besvärligare terrängen i Ostlänken kommer att kosta 160 miljoner kr/km, enligt järnvägsutredningen publicerad i december 2008 (24 miljarder för 150 km).
År 2018 kom Sverigeförhandlingen fram till att bygget av de höghastighetsbanor som föreslagits, det vill säga Europabanan och Götalandsbanan kommer att kosta 230 miljarder kr. Man kom även fram till att lönsamheten var låg, för den då utredda hastigheten 250 km/h var lönsamheten 25 öre per investerad krona.

## Europabanan
I en artikel i Dagens Nyheter i maj 2008, undertecknad av ett antal ledande kommunpolitiker längs den tänkta banan, påstås att Götalandsbanan/Europakorridoren, det vill säga inklusive spår även till Helsingborg, kommer att kosta 70 miljarder kronor. Europabanan är 250 km lång mellan Jönköping och Helsingborg (mestadels enklare terräng, med undantag för trakten söder om Jönköping), och kostnaden beräknas till 30 miljarder kronor. Här tillkommer dock en järnvägstunnel under Öresund och ny bana Helsingör–Köpenhamn.
De senaste uppgifterna om kostnaderna från Banverket, maj 2008 är: 
"I underlagsrapporten från KTH har det gjorts en översiktlig beskrivning av nödvändiga åtgärder i järnvägens infrastruktur för att tillskapa Götalandsbanan samt Europabanan. Med utgångspunkt från tillgängliga sträckningsstudier och kostnadsberäkningar och den kostnadsökning som varit på senare år har man överslagsmässigt beräknat anläggningskostnaden till cirka 100 miljarder kronor. För att förverkliga Europabanan som helhet, krävs utöver detta mycket stora investeringar på dansk sida samt sannolikt också ytterligare investeringar på anslutande stråk i Sverige"
Projektet förutsätter således att en omfattande finansiering utöver det som idag finns tillgängligt idag inom ramen för Banverkets investeringsanslag (runt 10 miljarder kronor per år för landet som helhet), eftersom det finna många angelägna projekt även i andra delar av landet. Vissa mycket dyra järnvägsprojekt under perioden 2000–2020 som Botniabanan och Citybanan finansieras genom att ett särskilt statligt bolag tar upp lån som betalas på lång sikt. Merparten skall amorteras av Trafikverket, en mindre del av de mest berörda kommunerna.

## Fördelar med projektet
- Kortare restid ger samhällsekonomiska vinster.
  - Det gäller särskilt för dem som reser i arbetet (mindre arbetstid går till spillo), men även för resor till och från arbetet. Folk får lättare att hitta arbete utan att flytta från familjen (veckopendla), eller hitta bättre bostäder till rimlig kostnad utanför storstäderna.
  - Den kortare restiden ger lägre personalkostnader och därmed bättre lönsamhet för tågdriften.
  - Bättre möjlighet för regionaltåg Göteborg–Borås. Dagens tåg är långsamma och har för gles tidtabell. Bussar går fortare och bilar är ännu snabbare. Borås är en av Sveriges 15 största städer, och längs sträckan ligger också Landvetter flygplats, så sträckan har stor potential om snabba tåg kan köras.
  - Mellan Borås–Jönköping (Sveriges 14:e och 9:e största städer, cirka 8 mil från varandra) finns inte alls tåg idag, endast buss. Det finns potential för arbetspendling, något som idag nästan enbart sker med bil. Riksväg 40 planeras på sikt byggas om till motorväg mellan Ulricehamn–Jönköping till runt 5 miljarder i kostnad, vilken man kan lägga på bygga en snabb järnväg istället.
  - Bättre möjlighet för tågresor och arbetspendling Göteborg–Jönköping, Göteborg–Linköping och Jönköping–Linköping. Dagens tåg är inte konkurrenskraftiga gentemot bil på dessa sträckor.
- Högre kapacitet blir möjlig.
  - Fler tågturer minskar väntetid före och efter tågresor, för de med fasta arbetstider eller andra fasta tider att passa.
  - Det är brist på kapacitet (2013), och med den nu införda fria konkurrensen på spåren har det blivit värre och bedöms bli ännu värre. Till exempel vill Trafikverket 2013 ställa in SL:s pendeltåg till Gnesta då dess vändmanöver hindrar trafiken[28].
  - Enligt den godstrafikprognos som Banverket tog fram 2009 kommer det saknas spårkapacitet för godstågen från norra och mellersta Sverige till Göteborg år 2020. Med Götalandsbanan frigörs kapacitet genom att lyfta bort persontåg från Västra stambanan, som annars behöver byggas ut till fyrspår på flera sträckor.[29]
  - Mindre skillnad i hastighet mellan olika tåg på samma bana ökar kapaciteten och minskar risk för förseningar. Idag hamnar ofta försenade X2000 bakom långsammare tåg och blir då ytterligare försenade.
  - Efter hand som Kina, Indien med flera länder konsumerar mer olja och utvinningen minskar, så ökar oljepriset (se peak oil). Det ger fler tågresenärer som annars hade tagit flyg eller bil. Det behövs kapacitet för dem.
- Miljöförbättringar, då fler reser med tåg (med el från kärnkraft och vattenkraft), än med fossilbränsledrivna bilar och flygplan.
  - I länder som Frankrike, Tyskland och Spanien har flyget tappat resenärer eller till och med lagts ned på sträckor där höghastighetståg har satts in. Tåget behöver inte ha kortare restid än flyget (medräknat tid på flygplatsen), det räcker att det går nästan lika fort.
  - Att locka över bilister mellan de medelstora städerna är en stor fördel med Götalandsbanan. Prognoserna visar att ett höghastighetsnät skulle ge stora effekter på det svenska transportsystemet. Det skulle ge en betydande och bestående minskning av flyg-, bil-, och busstrafik[30].
  - Högfartståg i 320 km/h drar, bland annat eftersom de byggs lättare, mindre energi per personkilometer än X-2000 som i sin tur drar mindre energi än gamla lokdragna tåg[30].
  - Högfartsbanor ökar attraktiviteten i hela järnvägssystemet, det blir mer självklart att ta tåget.
- Säkrare trafik
  - Inga plankorsningar, som brukar vara den stora riskfaktorn vid järnvägar.
  - En betydande minskning av biltrafiken, vilket ger stor minskning av antalet olyckor.

## Nackdelar
- Höga kostnader.
  - Även om Götalandsbanan beräknas vara samhällsekonomiskt lönsam så kan kostnaderna bli högre än vad som antagits. Vissa anser att regeringens utredning är en glädjekalkyl och att flera stora poster på sammanlagt tiotals miljarder saknas i kalkylen[31][32]
- Osäkert hur stor nytta det är.
  - En utredning hävdar att Sverige har för litet befolkningsunderlag. Det blir för få betalande passagerare för att täcka de rörliga kostnaderna. Framgången för banan Paris-Lyon beror i huvudsak på att Parisregionen har fler invånare än hela Sverige.[33]
  - Det finns kritik mot överoptimistiska bedömningar av antalet passagerare som kan vinnas över från främst flyg (de som driver projektet framhåller gärna minskat flygande som en miljövinst)[34] Redan 2008 åker fler tåg än flyg Göteborg-Stockholm. Man hoppas vinna många bilåkare också, i första hand på delsträckor.
  - Statens institut för kommunikationsanalys (SIKA) anser att Banverkets rapport är bristfällig. Den saknar till exempel en tydlig beskrivning av det huvudproblem som höghastighetsbanor, till exempel Götalandsbanan, är avsedda att lösa.[35]
  - Transporter på järnväg kan effektiviseras avsevärt genom olika typer av investeringar som gör att det möjligt att vid behov köra längre, tyngre eller större tåg på befintliga spår, till ex motorvagnståg med upp till 12 vagnar(som två hopkopplade X2000). Det kostar betydligt mindre att ordna det än att bygga en helt ny bana. [36]

- Risk för att andra önskvärda järnvägsinvesteringar stryps eller skjuts upp i många år på grund av de stora kostnaderna
  - Näringslivets Transportråd (en lobbyorganisation för ett flertal av de största kunderna när det gäller gods på järnväg) prioriterar tre helt andra projekt för åren 2010-2021, som är rent godstrafikrelaterade: Dubbelspår Hallsberg–Mjölby, Bergslagsbanan/Norge/Vänerbanan, dubbelspår på Göteborgs hamnbana och ny Marieholmsbro till Göteborgs hamn.[37] Dock planerar regeringen slutföra de projekten före Götalandsbanan.
  - Green Cargo, som är en av de största tågoperatörerna för godstrafik, har under 2011 givit ut en vitbok om kapaciteten på järnvägsnätet där de prioriterar en lång rad andra åtgärder än att bygga spår för att köra passagerartåg i hastigheter över 250 km/timme.[38]
  - Både debattörer[vilka?] och utredaren Gunnar Malm befarar negativa regionalpolitiska effekter för vissa kommuner i Västergötland och Småland som ligger längs västra eller södra stambanan genom att andra investeringar, som mer skulle gynna dem, skjuts på framtiden eller genom att stambanan förvandlas till järnväg för enbart gods- och regional tågtrafik.[39][40] Dessa kommuner är mindre än de som idag har dålig tågtrafik och skulle behöva Götalandsbanan.

- Miljöstörningar, såsom natur och buller.
  - Höga hastigheter kräver extremt raka banor med kurvradier på minst 4 kilometer. Det blir svårt att undvika känsliga områden[34].
  - Höga hastigheter medför kraftigt ökat buller. Järnvägar innebär även barriär-effekter (avskärning). Topphastigheter kring 320 km/h genererar mycket buller och vibrationer.
- Få erfarenheter finns av att driva järnväg med hastigheter över 200 km/tim i svenskt vinterklimat. Finland kör sedan 2007 max 220 km/h på en liten del av nätet. I Tyskland kör man 300 km/t Ingolstadt-Nürnberg och Köln-Frankfurt. Förutsättningarna för banorna i Tyskland när det gäller klimat och risken för att spåret flyttas på grund av djup tjäle är dock inte helt jämförbara med förhållandena mellan Stockholm och Göteborg. Köln har t.ex. runt noll grader som normal medeltemperatur under de kallaste månaderna.[41][42][43] På en nybyggd höghastighetsbana i nordöstra Kina sänks högsta hastighet från 300 km/t till 200 km/t vintertid.[44]